# Evžen Scholler
Evžen Scholler (* 3. května 1945 v Hodoníně) je akademický sochař a designér, který žije v obci Vřesina v okrese Ostrava-město.
Vytvořil významné sochy a designérská díla v interiérech a exteriérech v Ostravě a dalších místech České republiky.
Je autorem plastiky Voda a my v Ostravě-Porubě. Ve Vřesině se podílel také na renovaci Pomníku padlým hrdinům 1. a 2. světové války.

## Galerie

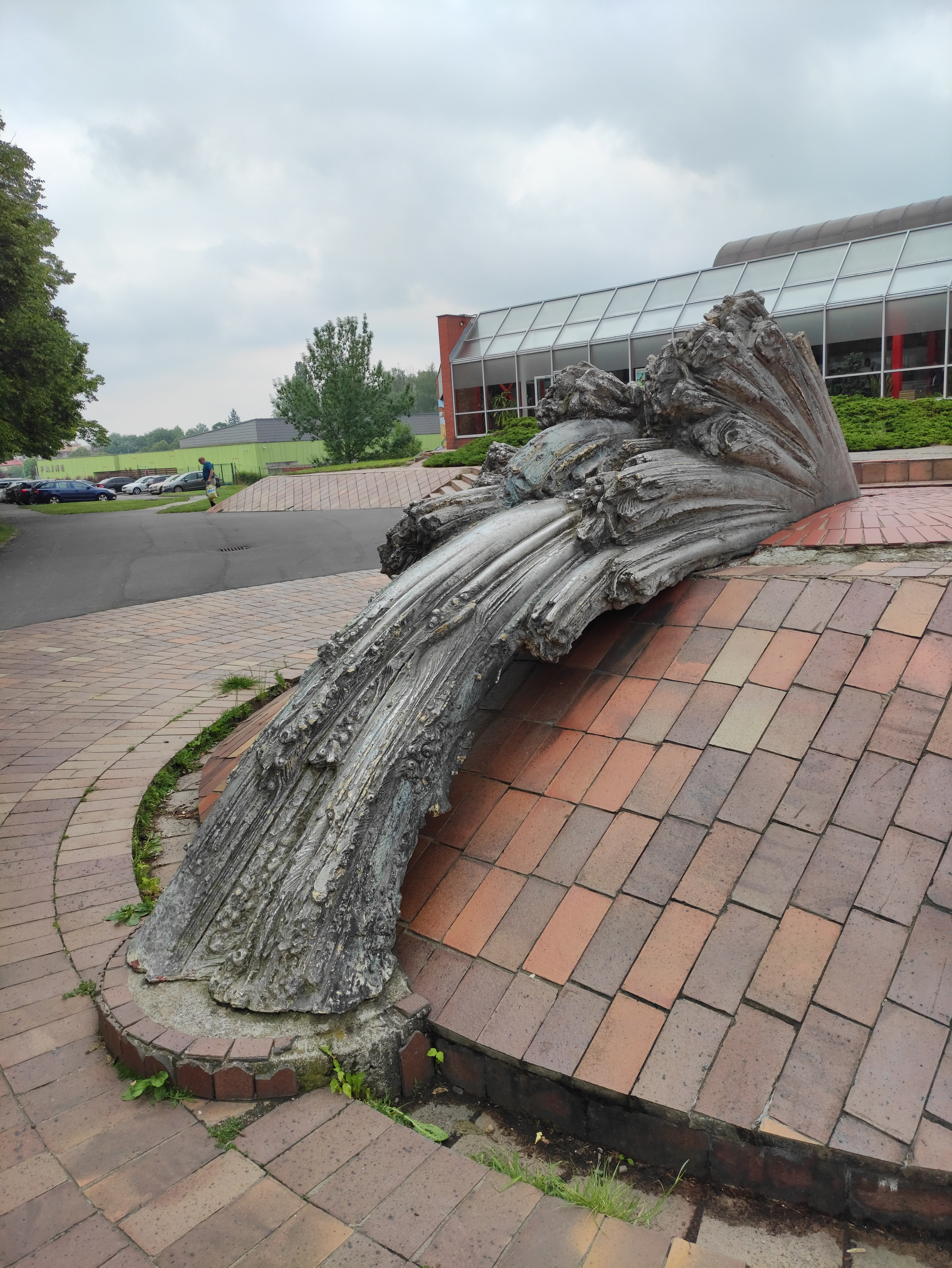
Voda a my (1989)